# José Tomás Ovalle
José Tomás Ovalle y Bezanilla (Santiago, 21 de diciembre de 1787-Santiago, 21 de marzo de 1831) fue un abogado, político y Presidente Provisional de Chile que gobernó el país desde 1829 a 1830 y de 1830 a 1831, fue la primera persona en ostentar el título de Presidente de la República en fallecer en el cargo.

## Biografía
Fue hijo de Vicente María de Ovalle Guzmán y María del Rosario Bezanilla y Noriega, proveniente de una importante familia de la época. Al día de nacer, fue bautizado por la Iglesia católica en la Catedral Metropolitana de Santiago.
Cursó sus estudios en el Convictorio Carolino y alcanzó su doctorado en Leyes en la Real Universidad de San Felipe en 1809. Perteneciente al bando patriota, además de la abogacía, Ovalle se dedicaba a la agricultura y al manejo de sus haciendas.
El 1 de abril de 1812, contrajo matrimonio con su tía Rafaela Bezanilla Bezanilla, media hermana de su madre, con quien tuvo once hijos, entre los cuales se cuentan: el ministro Francisco Javier Ovalle Bezanilla, los diputados Rafael Ovalle Bezanilla y Joaquín Ovalle Bezanilla, y Manuel José Ovalle, conocido por el apodo de El Principito.
Desde joven cumplió importantes papeles políticos en los tumultuosos años iniciales de la República. Fue diputado suplente en 1823, y volvió a la Cámara baja entre 1824 y 1825. Suplió en el senado en 1824, fue vicepresidente de la Asamblea Provincial de Santiago y vicepresidente del Congreso de Plenipotenciarios.
Su cercanía al Congreso lo acercó tempranamente al disputado poder ejecutivo de la época. Perteneciente al bando pelucón al estallido de la guerra civil de 1829-1830, logró escalar en el congreso hasta alcanzar el 24 de diciembre de 1829 la presidencia de una junta de reconciliación que presidía el país, iniciándose su primer mandato.

## Presidente de la Junta de Gobierno (1829-1830)
Tras el acuerdo durante la guerra civil de 1829-1830 denominado Pacto de Ochagavía, se nombra una Junta provisional de gobierno destinada a acabar con la Acefalia del Ejecutivo, Presidida por José Tomás Ovalle y compuesta por Isidoro Errázuriz y Pedro Trujillo Zañartu, sin embargo Trujillo renuncia a pocos días de formada la junta, lo que la hace tambalear, en su reemplazo asume José María Guzmán.
La junta asume el 24 de diciembre de 1829, sin embargo la acción de los ejércitos la pasó a segundo plano quedando sin autoridad notoria, entre las obras de la junta, cuentan la formación de un Congreso de Plenipotenciarios que realizó la Reforma de la Ley Electoral y El nombramiento de un Poder Ejecutivo provisional que reemplazara a la Junta de Gobierno Provisional para poner a Freire al poder, sin embargo Ovalle se dejó llevar por su militancia y logró hacer que su reemplazante fuera el también pelucón Francisco Ruiz-Tagle de quien sería Vicepresidente, esto ocasionó grandes hostilidades.

### Junta de Gobierno
| Cargo              | Nombre                     |
| ------------------ | -------------------------- |
| Presidente         | José Tomás Ovalle          |
| Miembro            | José María Guzmán          |
| Miembro            | Isidoro Errázuriz Aldunate |
| Secretario general | Juan Francisco Meneses     |

## Vicepresidencia
El 17 de febrero el Congreso elige en una especie de elección directorial a Francisco Ruiz-Tagle Portales con el Cargo de Presidente Provisional de la República, y a Ovalle como Vicepresidente (si Ruiz-Tagle se imposibilitaba Ovalle recibiría el cargo con el nombre de Presidente Provisional de la República), Ovalle deja el cargo de Presidente y asume como Vicepresidente el 18 de febrero de 1830.
Ruiz-Tagle, sin embargo tiene conflictos internos con el general José Joaquín Prieto, y el bando pelucón empieza a pedir la renuncia de Ruiz-Tagle y que Ovalle presidiera el país, ya que era más dócil a las peticiones de los pelucones.
El primo del Presidente, Diego Portales se encarga de convencerlo para dimitir, finalmente, este cede además por problemas de salud.
Finalmente Ovalle queda como Presidente.

## Gobierno (1830-1831)

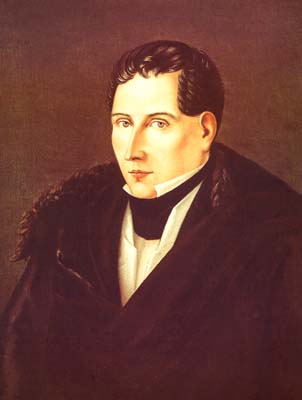
Diego Portales, Ministro Universal del Presidente Ovalle, con la importante colaboración de este, Ovalle logró establecer un gobierno estable y más duradero que los anteriores, esto sirvió de escalafón a la República Conservadora (Chile).

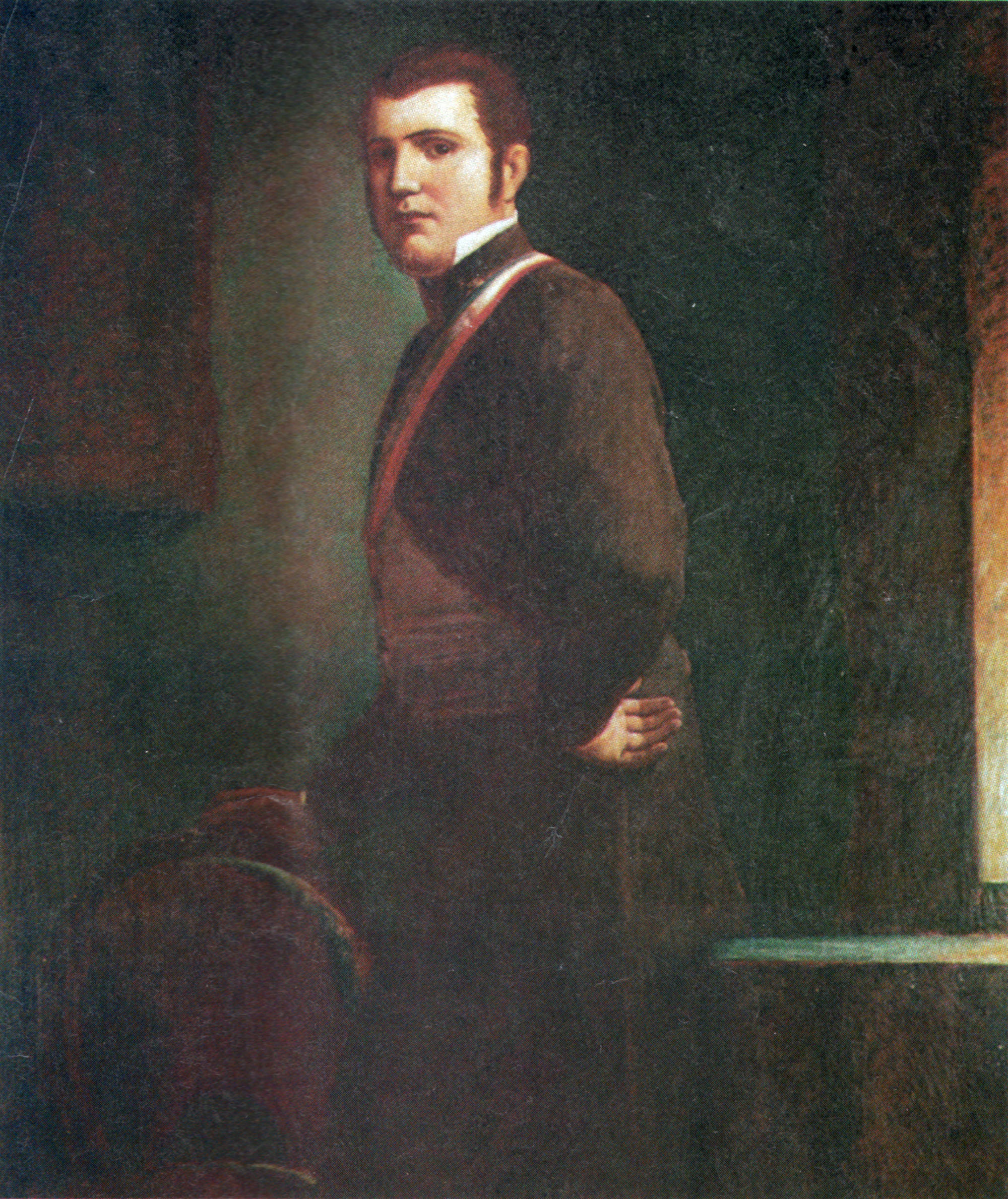
José Tomás Ovalle fue la tercera persona con el cargo de Presidente en ser totalmente civil.

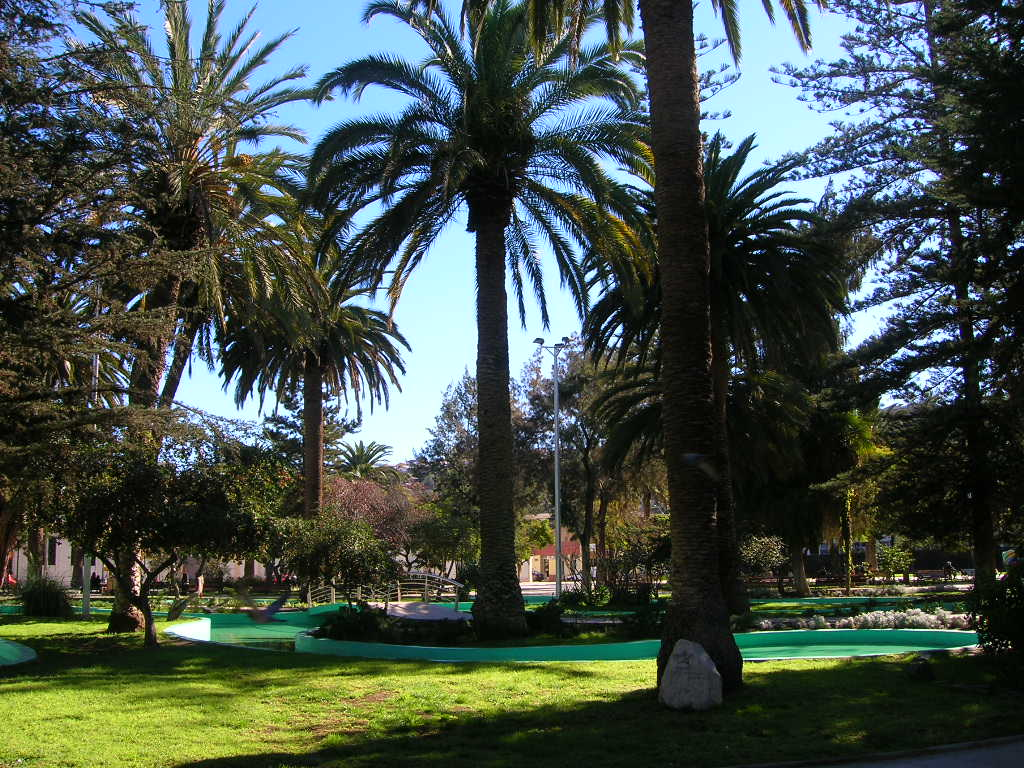
Plaza de Armas de la ciudad de Ovalle, fundada en conmemoración al mes de la muerte de José Tomás Ovalle, principal obra de su administración.

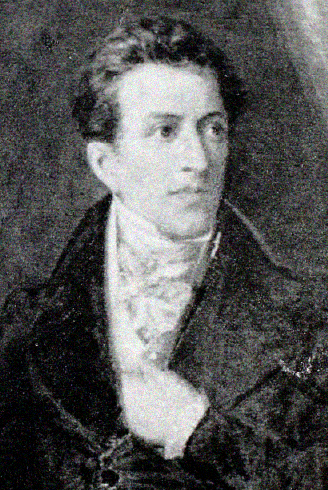
Fernando Errázuriz Aldunate, sucesor y vicepresidente de Ovalle.

El 1 de abril de 1830 José Tomás Ovalle asume la Presidencia de Chile, este, el primer gobierno absolutamente pelucón fue asesorado por Mariano Egaña en el Ministerio del Interior y Relaciones Exteriores, Bartolomé Mujica en el Ministerio de Guerra y Marina y el presbítero Juan Francisco Meneses en el Ministerio de Hacienda.
El joven Ovalle, no tenía las ansias de poder que tenían los políticos de la época, gozaba de la agricultura y el parlamento, sin embargo asumió la jefatura de Estado más como un deber y una obligación y cuya única meta fue restaurar el asolado país.
Artífice de diferentes decretos, Ovalle removió de su cargo al Comandante en Jefe del Ejército de Chile, Ramón Freire y lo reemplazó por el general pelucón José Joaquín Prieto, este decreto violó el Pacto de Ochagavía y ocasionó que los pipiolos fueran los opositores más férreos a Ovalle durante su mandato.
Los ministros Egaña y Mujica, no tenían el deseo de ejercer sus cargos y quisieron mantenerse como dimisionarios, por este motivo, el 6 de abril de 1830 nombró Ministro del Interior, Relaciones Exteriores, Guerra y Marina a su amigo Diego Portales, figura preponderante y principal líder del periodo conservador.
El 17 de abril de ese año, los pelucones (bando de Ovalle) y los pipiolos, se enfrentaron en la Batalla de Lircay, este hecho bélico consolidaría la permanencia de Ovalle en el poder y gatillaría la permanencia de los conservadores en el gobierno hasta 1861, el triunfo de los pelucones hizo que Ovalle dictara el decreto del 17 de abril, dándose de baja 136 soldados revolucionarios, la mayoría veteranos de la Guerra de la Independencia, el gobierno consideró que aunque la medida parecía ingrata con los patriotas, fue necesaria para formar el Estado que Ovalle deseaba.
Además los cabecillas liberales y los que se negaron a reconocer el gobierno de José Tomás Ovalle fueron exiliados y enviados mayoritariamente a Lima, entre estos líderes se encontraban los ex gobernantes, Francisco Antonio Pinto, Francisco de la Lastra y el redactor de la constitución José Joaquín de Mora.
El 22 de abril, los derrotados pipiolos comandados por Benjamín Viel empiezan a reagruparse y se toman la ciudad de Melipilla, al saber esto Ovalle y Portales envían una fuerza gubernamental a doblegarlos, los ejércitos no se encuentran, y en esta caótica posible secuela de la guerra, el gobierno recibe facultades extraordinarias del congreso y accede a depurar el ejército y los bandos políticos. Finalmente el 17 de mayo los bandos se encuentran y elaboran el Tratado de Cuz-Cuz, el tratado que finalizó la guerra oficialmente, fue rechazado por el Ministerio de Guerra y Marina y el gobierno de Ovalle no le reconoció.
Tras esta situación, Ovalle dictó diversos decretos que hicieron recuperar la institucionalidad nacional, centralizándose el país y dependiendo todo de la capital, Santiago, además se continuó con la depuración y la reorganización de fundaciones encabezadas por Portales.
El 14 de junio el gobierno ratificó el decreto que controló duramente a la imprenta hostil de la época, decía que si un funcionario público era atacado por la prensa, debía notificar inmediatamente al gobierno, si no era así, sería cesado de sus funciones, la censura fue inminente, los diarios pipiolos fueron cerrados y el gobierno inauguró su diario portavoz, el Araucano.
El gobierno de Ovalle, interesado en el saneamiento económico, entregó los estancos a Diego Portales y Chile alcanzó a ser el cuarto productor de Cobre mundial, Manuel Rengifo, artífice de medidas austeras, la reforma tributaria y de aduanas, se encargó del Ministerio de Hacienda de Chile y su política empezó a dar frutos a corto plazo, en diciembre de 1830.
El país reorganizado por la dupla de Ovalle y Portales, encabezó un programa de salubridad que ordenó la vacunación de los habitantes y del ejército, este programa evitó una epidemia de viruela, que amenazaba al país, el ejército con ahora mejores condiciones empezó a recuperar de manera lenta la confianza del Presidente.
Durante su gobierno, el 20 de agosto, parte de numerosos decretos, fue oficializado el decreto que regulariza la hacienda pública y que limita el pago de las finanzas públicas solamente al Ministerio de Hacienda de Chile, este control de las finanzas daría como resultado un superávit en 1831.
En septiembre fue llamado para fomentar la investigación sobre Chile, el afamado naturalista Claudio Gay encargado a realizar un profundo estudio de historia física y geográfica de Chile, para esto el naturalista debió realizar un viaje de tres años, obra de este estudio, Ovalle no alcanzó a ver terminada.
Ese mismo mes, se oficializarían las relaciones del gobierno con la Iglesia católica, considerada un verdadero aliado por el ideal conservador, y se otorgó la devolución de todos sus bienes, confiscados en los gobiernos anteriores, este decreto acercaría a la Iglesia con el Estado hasta 1856.
Entre octubre y noviembre, el ministro Diego Portales reorganiza la Guardia Cívica y se contabiliza el ejército, Ovalle se preocupa en esos meses de restablecer el orden moral del país y se empiezan a apaciguar los intentos de cuartelazo.
Bajo el gobierno de Ovalle, los cabildos recuperaron su estatuto de voz del pueblo y presentaron ante el gobierno una petición de reforma constitucional, Ovalle aceptó la derogación de la liberal Constitución de 1828, aunque Portales no estuvo de acuerdo con la creación de una nueva, en febrero Ovalle llamó a la creación de una Gran Convención que debía organizarse y reunirse en octubre de 1831; esta finalmente fue convocada por su sucesor, Joaquín Prieto.
Restablecido el orden, el gobierno empezó a dar sus primeros frutos de bonanza, por este motivo Ovalle empezó a gestar una reorganización institucional. El ejército ya depurado dio paso a la inauguración del Batallón Cívico en marzo.
Como resultado de las reformas institucionales, a Ovalle es presentado el proyecto para la creación de una nueva ciudad en la Provincia de Coquimbo, Ovalle acepta y el gobierno financia el proyecto, esta sería sin duda la obra magna de la administración de Ovalle.

## Muerte
Desde el 5 de marzo, Ovalle empezó a sentir los síntomas de una grave enfermedad, acelerada por la tensión que le provocaba gobernar, ese día presenta la renuncia ante la mirada atónita del congreso y es aceptada esta el 8 de marzo, esta fue su primera renuncia exitosa, ya que Ovalle siempre había soñado dimitir.
El poder recae en José Joaquín Prieto, pero este imposibilitado cede el cargo y lo asume accidentalmente el vicepresidente Provisorio y líder indiscutido del congreso Fernando Errázuriz Aldunate.
La enfermedad de Ovalle aún no esclarecida hizo que rápidamente, el 21 de marzo de 1831 a las nueve de la mañana, a los cuarenta y tres años de edad falleciera.
El fallecimiento de Ovalle causó real inestabilidad, Errázuriz seguidor de su línea de gobernar, fracasó en seguir la fórmula de Ovalle y no se presentaba tan dócil a la hora de seguir los consejos portalitanos, por lo que el ministro renunció. El 21 de abril de 1831 se inaugura la ciudad de Ovalle, en honor al fallecido Presidente, en cuyo mandato se empezó a construir.
El vicepresidente Errázuriz llamó a elecciones y tomó posesión el 18 de septiembre, José Joaquín Prieto, bajo este gobierno se finalizarían todas las obras de Ovalle y su sueño de Estado que era:
Propiciar la existencia de un régimen firme y vigoroso, que no cayera en excesos de rigor.
Iniciada ya la etapa oficial de la república conservadora, Ovalle se ganó la popularidad de los sucesores de partido y quedó estampada su figura en las siguientes palabras:

Ovalle ha sido calificado como un hombre de buen juicio, honradez y un hondo sentido de justicia.
Icarito, Biografía de José Tomás Ovalle.

### Teorías sobre su fallecimiento
Si bien la versión oficial de su muerte fue a causa de tuberculosis, algunos historiadores han afirmado que su temprana muerte se debió a un ataque al hígado. Benjamín Vicuña Mackenna decía que este supuesto ataque al hígado se produjo por unos versos escritos por José Joaquín de Mora, que era un rival político de Ovalle y su gabinete, titulados El uno y el otro que irritaron fuertemente a Ovalle.
En 2005, tras una restauración a la Catedral Metropolitana de Santiago, sus restos fueron encontrados junto con los de Diego Portales. Estos se encontraban ahí porque, en 1845, su cadáver había sido trasladado desde el Cementerio General de Santiago, hasta la catedral.

El uno y el otro
El uno subió al poder
con la intriga y la maldad;
el otro sin saber como,
lo sentaron donde está.
El uno cubiletea
y el otro firma no más;
el uno se llama Diego,
y el otro José Tomás.
El uno hace los pasteles
con su pimienta y su sal;
el otro hasta en los rebuznos
tiene cierta gravedad.
El uno es barbilampiño,
pero el otro es mustafá;
el uno se llama Diego,
y el otro José Tomás.
El uno tiene en su bolsa
reducido su caudal;
y el otro tiene unas vacas;
y un grandísimo sandial...
El uno saldrá a galope
y el otro se quedará;
el uno se llama Diego
y el otro José Tomás.
El uno es sutil y flaco
que parece hilo de olán;
el otro con su barriga
tiene algo de monacal.
El uno especula en grande,
el otro cobra el mensual;
el uno se llama Diego,
y el otro José Tomás.
De uno y otro nos reiremos
antes que llegue San Juan;
uno y otro en aquel tiempo
sabe Dios donde estarán.
Quitándonos el sombrero,
gritaremos a la par:
felices noches don Diego,
abur don José Tomás.
José Joaquín de Mora, diario El Trompeta, 14 de febrero de 1831.<ref>Hernández Ponce, Roberto (1974). Diego Portales, Vida y Tiempo. Editorial Orbe<./ref>

| Predecesor: - Acefalia del Ejecutivo                             | Presidente de la Junta de Gobierno 24 de diciembre de 1829 - 18 de febrero de 1830 | Sucesor: Francisco Ruiz-Tagle Portales Presidente Provisional  |
| Predecesor: Francisco Ruiz-Tagle Portales Presidente Provisional | Vicepresidente de Chile 1 de abril de 1830 - 21 de marzo de 1831                   | Sucesor: Fernando Errázuriz Aldunate Vicepresidente Accidental |